# Contz-les-Bains
Contz-les-Bains (deutsch Niederkontz, lothringisch Nidderkonz) ist eine französische Gemeinde mit 524 Einwohnern (Stand 1. Januar 2022) im Département Moselle in der Region Grand Est (bis 2015 Lothringen).
Die Einwohner nennen sich Contzois und Contzoises oder Kontzois und Kontzoises. Ihre Spitznamen sind „Di Konzer Bounefrësser“ und „Die Kontzer Kwiseler“.

## Geografie
Die Gemeinde Contz-les-Bains liegt am linken Ufer der Mosel am Dreiländereck Frankreich-Luxemburg-Deutschland.

## Geschichte
Durch die Bestimmungen im Friede von Vincennes kam Sierck "mit seinen dreißig Dörfern" (dabei auch Basse-Contz) 1661 zu Frankreich. Das Dorf gehört seit 1661 – mit einer kurzen Unterbrechung von 1871 bis 1918 – zu Frankreich und hieß bis 1930 Basse-Kontz. Der Nachbarort Haute-Kontz liegt etwas westlich.
Das Flammenrad im Wappen symbolisiert das Feuer des Heiligen Johannes von Stromberg. Die Muscheln weisen darauf hin, dass Contz von der Propstei Siercks abhängig war.

### Bevölkerungsentwicklung
| Jahr      | 1962 | 1968 | 1975 | 1982 | 1990 | 1999 | 2007 | 2019 |
| Einwohner | 433  | 469  | 457  | 450  | 452  | 451  | 497  | 510  |

## Sehenswürdigkeiten
- Pfarrkirche Saint-Jean-Baptiste, 1871 errichtet nördlich des Dorfes als Ersatz für den früheren Kirchenbau aus der ersten Hälfte des 15. Jahrhunderts, dessen Reste nun als Friedhofskapelle dienen, die seit 1898 als Monument historique klassifiziert sind
- Kapelle Notre-Dame-des-Sept-Douleurs im Weiler Le Stromberg, 1849 errichtet
- Reste des Hospitals des Johanniterordens aus dem 15. Jahrhundert

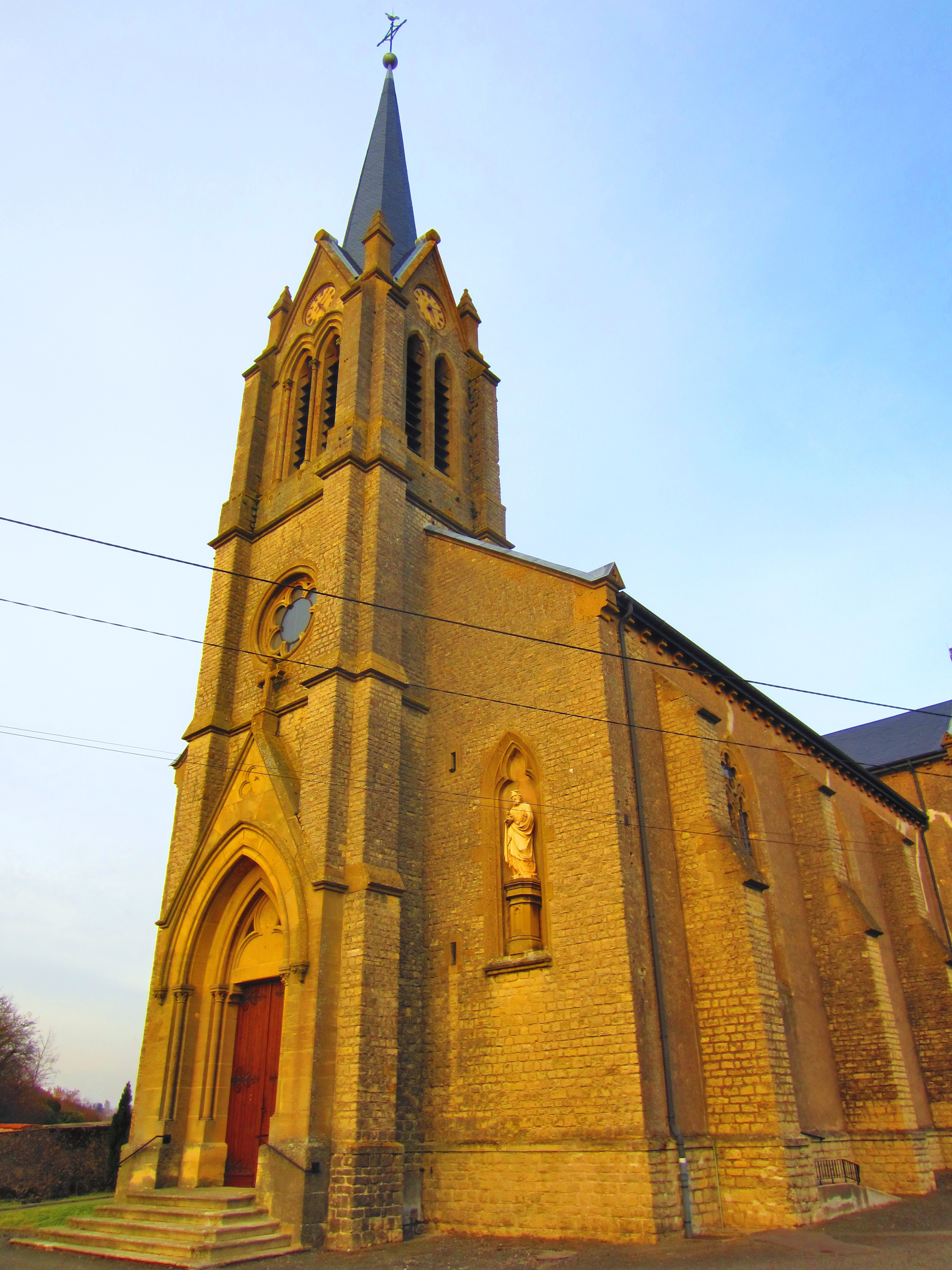
Pfarrkirche Saint-Jean-Baptiste
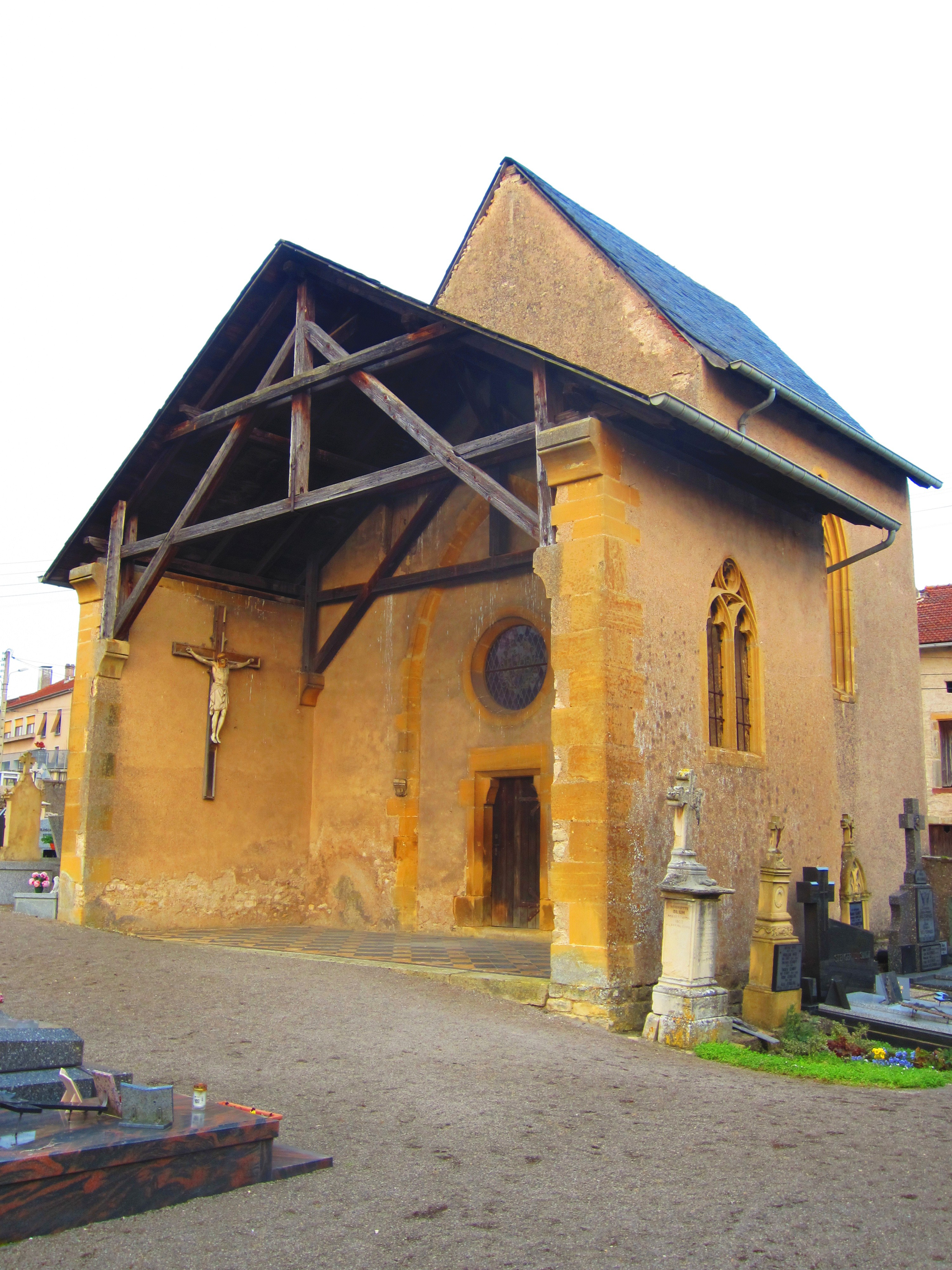
Friedhofskapelle, ehemalige Pfarrkirche Saint-Jean-Baptiste
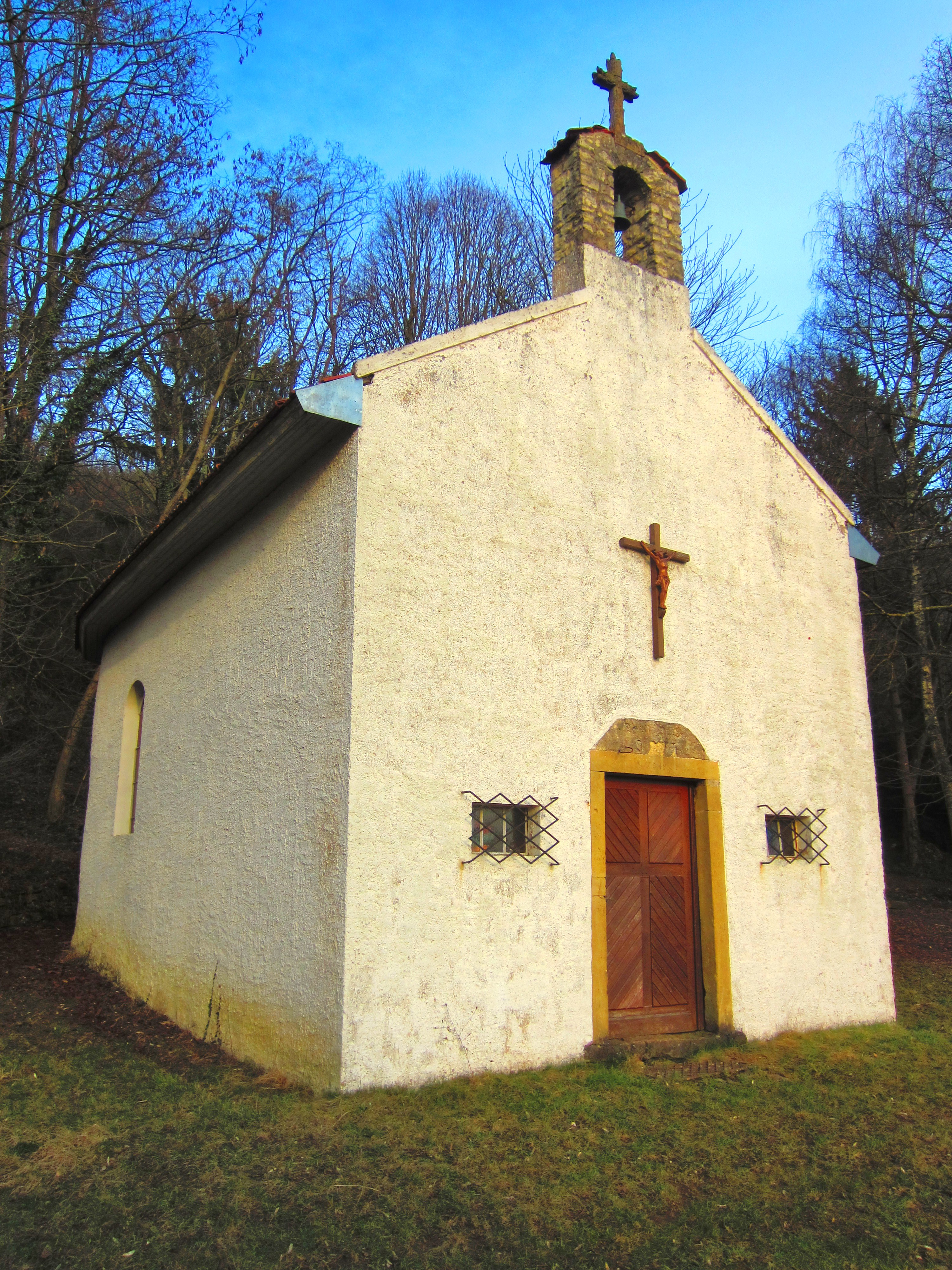
Kapelle Notre-Dame-des-Sept-Douleurs
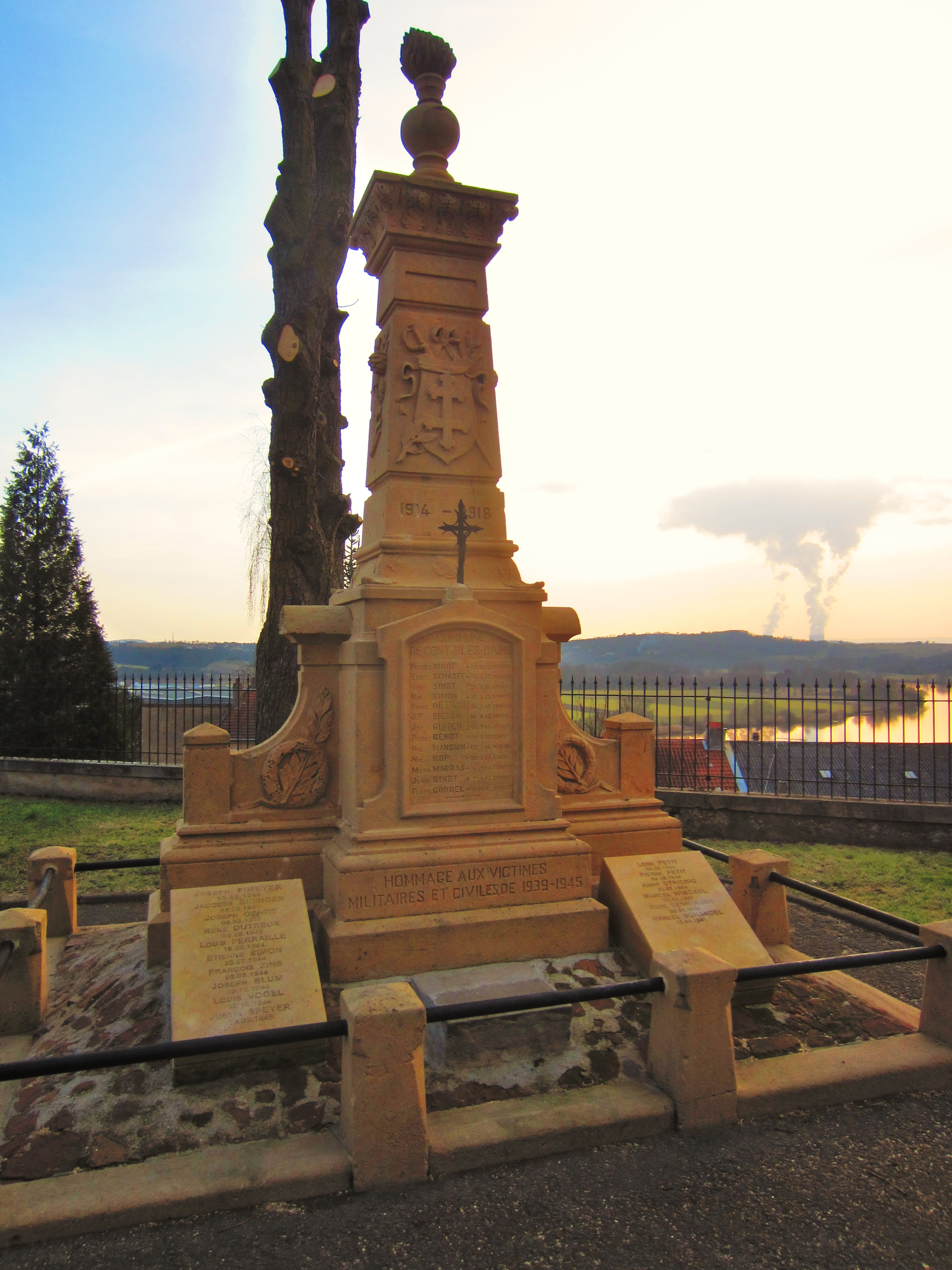
Kriegerdenkmal